# Нгуен Суан Оань
Нгуен Суан Оань (вьет. Nguyễn Xuân Oánh; 1921, Бакзянг, Французский Индокитай — 29 августа 2003, Хошимин, Социалистическая Республика Вьетнам) — государственный деятель Республики Вьетнам (Южный Вьетнам), и. о. премьер-министра Республики Вьетнам (1964 и 1965).

## Биография
Родился в семье врача. Вместе с семьей переехал в США, чтобы получить экономическое образование в Гарвардском университете; в 1954 г. защитил в Гарварде кандидатскую диссертацию, работал во Всемирном банке.
- 1963 г. — назначен Председателем Национального банка и заместителем премьер-министра Республики Вьетнам,
- 1964 и 1965 гг. — и. о. премьер-министра Республики Вьетнам.

После 1975 г. был сторонником либеральных экономических реформ, являлся советником по экономическим вопросам Генерального секретаря ЦК КПВ Нгуен Ван Линя и премьер-министра СРВ Во Ван Кьета. Избирался в ЦК Отечественного фронта Вьетнама и депутатом Национального собрания СРВ.